# Thomas Jackson
Thomas Jonathan Jackson, pseud. „Stonewall” (ur. 21 stycznia 1824 w Clarksburgu, zm. 10 maja 1863 w Guinea Station) – konfederacki generał; brał udział w wojnie secesyjnej; prawdopodobnie najbardziej znany dowódca Południa, po generale Robercie E. Lee. Brał udział w kampanii w dolinie Shenandoah jako dowódca korpusu Armii Północnej Wirginii w 1862.
Został postrzelony przypadkowo przez własnych ludzi pod Chancellorsville – przeżył, lecz amputowano mu rękę. Zmarł na zapalenie płuc osiem dni później. Jego śmierć była ciosem dla dowództwa Konfederacji, wpływając nie tylko na efektywność strategiczną, ale i morale zarówno wojsk, jak i ludności cywilnej.
Historycy wojskowi uważają Jacksona za jednego z bardziej uzdolnionych przywódców w historii USA. Jego działania podczas kampanii w dolinie Shenandoah oraz działania prowadzące do zwyciężenia zaskoczonej armii federalnej pod Chancellorsville są studiowane na całym świecie i brane jako przykład innowacyjnego oraz odważnego dowództwa. Jego zasługi nie kończą się jednak na tym epizodzie: I bitwa nad Bull Run (gdzie otrzymał swój przydomek „Stonewall”, czyli „Kamienny Mur”), II bitwa nad Bull Run, Antietam czy Fredericksburg. Jackson nie odnosił ciągłych sukcesów jako wódz, co można wywnioskować ze słabej postawy w bitwach siedmiodniowych oraz pod Richmond w 1862 r.

## Życiorys

### Przodkowie
Thomas Jonathan Jackson był prawnukiem Johna Jacksona (1715 lub 1719–1801) oraz Elizabeth Cumming (1723–1828). John Jackson urodził się w protestanckiej rodzinie w Coleraine, hr. Londonderry w Irlandii. Mieszkając w Londynie został oskarżony i skazany za kradzież 170 funtów. Sędzia w Old Bailey skazał go na siedmioletnie zesłanie do brytyjskich kolonii w Ameryce. W trakcie podróży na statku więziennym Litchfield poznał Elizabeth, również skazaną za kradzież. Nim statek przybił do portu w Annapolis, para była w sobie zakochana i, mimo iż zostali wysłani do różnych domów, pobrali się w lipcu 1755
Rodzina ruszyła na zachód przez Pasmo Błękitne, by osiedlić się w pobliżu Moorefield w 1758 r. W 1770 ruszyli dalej na zachód do Tygart Valley, gdzie nabyli spory kawał dziewiczego terenu rolniczego (w tym 3000 akrów należało do Elizabeth) w pobliżu dzisiejszego miasta Buckhannon. John oraz dwóch jego nastoletnich synów brało udział w wojnie o niepodległość, pod Kings Mountain 7 października 1780. John ukończył służbę w stopniu kapitana, po czym służył jako porucznik w milicji stanu Wirginia.
Kiedy mężczyźni byli w armii, Elizabeth zamieniła ich dom w bezpieczną przystań „Fort Jacksona”, mający chronić przed atakami Indian.
John i Elizabeth mieli ośmioro dzieci. Ich drugi syn, Edward (1759–1828) miał trzech synów, z których najmłodszy, Jonathan był ojcem Thomasa.

### Dzieciństwo
Thomas, który otrzymał imię po dziadku, urodził się jako trzecie dziecko prawnika Jonathana Jacksona (1790–1826) oraz Julii Beckwith Jackson (z domu Neale) (1798–1831). Oboje pochodzili z Wirginii i mieszkali w Clarksburgu.
Starsza siostra Thomasa, Elizabeth, umarła na dur brzuszny 6 marca 1826 r. – dwuletni wówczas chłopiec aż do końca pozostał przy jej łóżku. Ojciec rodziny zmarł na tę samą chorobę niecałe trzy tygodnie później, 26 marca, nie doczekawszy się narodzin najmłodszej córki, Laury Ann, która przyszła na świat następnego dnia. Julia Jackson została wdową w wieku 28 lat, z trójką dzieci oraz długami – aby spłacić należności, musiała sprzedać wiele z rzeczy należących do rodziny, ale mimo biedy odmawiała jałmużny. By związać koniec z końcem, podjęła się szycia oraz nauczania w szkole.
W 1830 r. Julia wyszła ponownie za mąż za Blake’a Woodsona, prawnika, który nie pokochał pasierbów. Zaledwie rok po ślubie Julia zmarła przy porodzie, wydając na świat syna. Została pochowana w nieoznakowanym grobie, w wykonanej przez rodzinę trumnie, na cmentarzu Westlake Cemetery, nad rzeką James. Miejsce owo znajduje się w dzisiejszym Ansted.

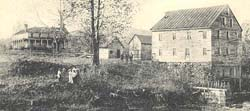
Jackson’s Mill, należący do Cumminsa Jacksona

### Praca i nauka w Jackson’s Mill
Z powodu pogarszającego się stanu zdrowia matki, Thomas i jego młodsza siostra Laura Ann zostali posłani, by zamieszkać ze stryjem Cumminsem Jacksonem, który był właścicielem młyna leżącego w pobliżu dzisiejszego miasta Weston w hr. Lewis. Najstarszy brat Warren zamieszkał z dalszą rodziną ze strony matki, jednakże zmarł w 1841 r. na gruźlicę w wieku zaledwie 20 lat. Thomas i Laura powrócili z młyna Jacksona w listopadzie 1831, aby być z umierającą matką. Spędzili ponad cztery lata we młynie, zanim zostali rozdzieleni – dziewczynka wyjechała, by zamieszkać z rodziną matki, Thomas zaś przeniósł się na farmę ciotki Polly (siostry ojca) oraz jej męża Isaaca Brake’a 4 mile od Clarksburga. Wuj traktował młodzika jak obcego, przez co po roku złego traktowania Thomas uciekł. Mimo próśb kuzynki w Clarksburgu, aby wrócił na farmę, Thomas odmówił, stwierdzając „Może powinienem, proszę pani, ale nie zamierzam”. Przeszedł 18 mil przez górskie odludzie, by dotrzeć do młyna Jacksona, gdzie został przywitany przez stryja i pozostał przez następne 7 lat.
Cummins był stanowczy wobec Thomasa, który postrzegał go jako mentora. Pracował na farmie, wypasając owce w towarzystwie psa pasterskiego, przeganiał woły, pomagał siać i zbierać kukurydzę i pszenicę. Kształcenie było sprawą trudną, jednakże Thomas starał się uczęszczać do szkoły gdziekolwiek i kiedykolwiek mógł. Wielu najważniejszych rzeczy nauczył się sam. Zawarł kiedyś układ z jednym z niewolników stryja, którego uczył czytać i pisać w zamian za dostarczanie sosnowego opału. Thomas do późna czytywał książki przy świetle płonących szczapek sosny. Prawo Wirginii zabraniało uczenia niewolników, wolnych murzynów i mulatów sztuki czytania i pisania, po buncie Nata Turnera w hr. Southampton w 1831 r. Mimo tego Jackson nie poprzestał uczenia niewolnika. Uzyskawszy tę zdolność, murzyn uciekł do Kanady poprzez Underground Railroad. Młody Jackson wyniósł na tyle dużo umiejętności z tego zdarzenia, iż został nauczycielem.

### Kariera wojskowa

#### West Point
W 1842 r., w wieku 18 lat, Jackson został przyjęty do Akademii Wojskowej w West Point w Nowym Jorku (nie obyło się bez wstawiennictwa ze strony kongresmena Samuela Haysa). Z powodu niepełnego wykształcenia Jackson miał spore problemy na samym początku – pracował ciężej niż większość kadetów, wykazując zaciętą determinację, która stała się cechą charakterystyczną całego życia. Udało mu się dowieść swojej wartości i podnosić swoje kwalifikacje. Ukończył West Point jako 17 z 59 studentów w 1846 r. Jego przełożeni stwierdzili, iż gdyby miał do dyspozycji jeszcze 3 lata, byłby pierwszym w swoim roczniku.

#### U.S. Army i Wojna amerykańsko-meksykańska

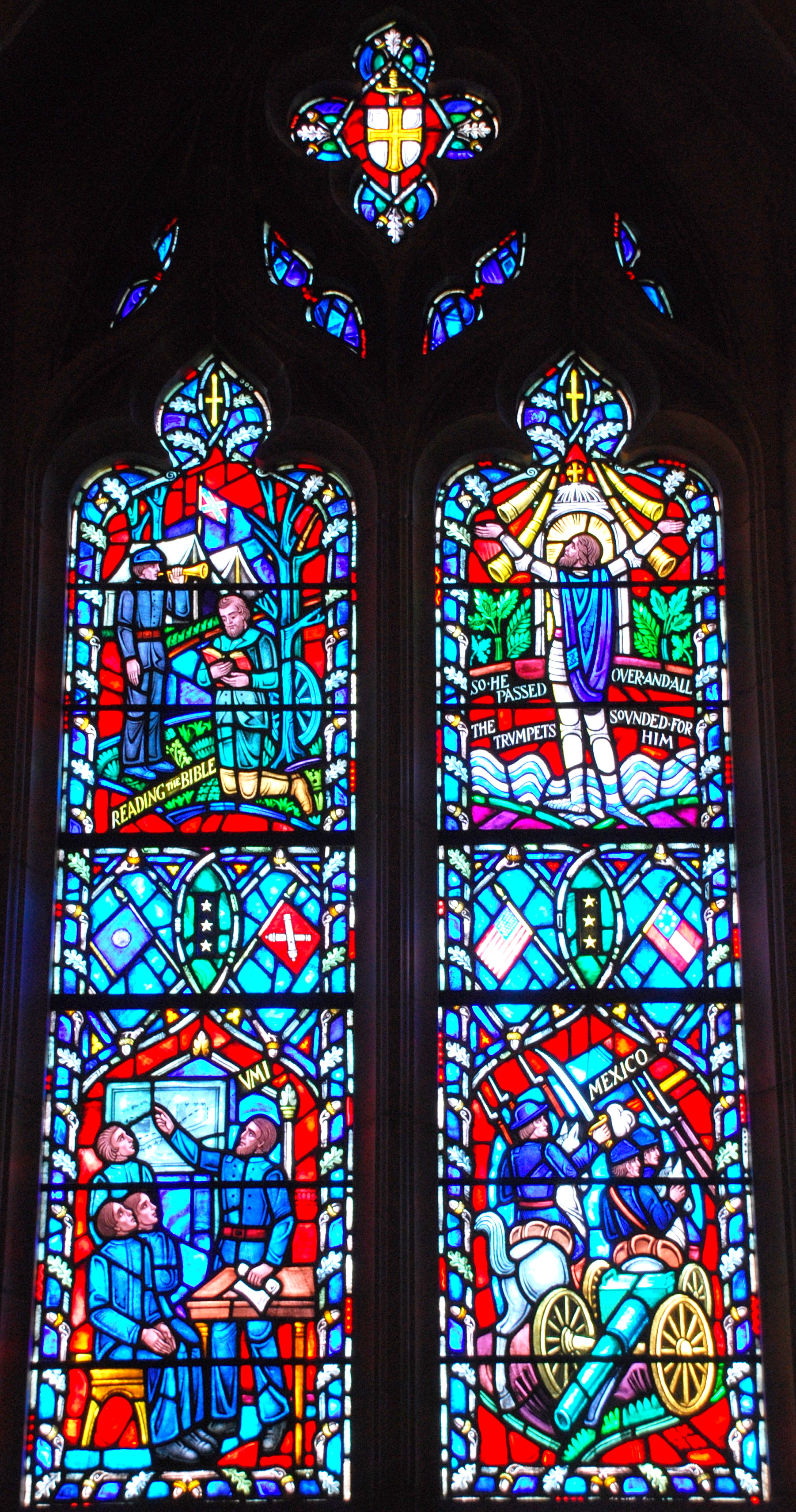
Witraż pokazujący uczestnictwo Jacksona w wojnie amerykańsko-meksykańskiej, w Washington National Cathedral

Jackson rozpoczął karierę w US Army jako podporucznik w regimencie artyleryjskim, po czym został wysłany do walki w wojnie amerykańsko-meksykańskiej. Brał udział w walkach pod Veracruz, pod Contreras, pod Chapultepec i Meksyk, zdobywając dwie brevet-promocje oraz awans na porucznika w armii regularnej. W Meksyku Jackson spotkał Roberta E. Lee.
Podczas ataku na Zamek Chapultepec odmówił wycofania swoich wojsk, motywując, iż jest to „zły rozkaz”. Skonfrontowany z przełożonym, wyłożył swoje przekonania, twierdząc, że wycofanie żołnierzy będzie niebezpieczniejsze, niż kontynuowanie pojedynku artyleryjskiego. Jego ogląd sytuacji okazał się słuszny, dzięki czemu jedna z brygad piechoty mogła wykorzystać stworzoną przez Jacksona przewagę. W sprzeczności z tą demonstracją siły charakteru było wypełnienie innego „złego rozkazu”, jakim było skoszenie ciżby cywilnej ogniem artyleryjskim po tym, jak władze miasta Meksyk nie poddały go w ustalonym czasie. Powyższe wydarzenie oraz późniejsza agresywna postawa wobec uchodzącej armii meksykańskiej przyniosły mu awans na brevet majora. Głównodowodzący siłami Winfield Scott zauważył podczas bankietu celebrującego zwycięstwo, iż Jackson był najczęściej awansowanym oficerem w całej armii podczas trzech lat walk.

#### Lexington i Virginia Military Institute
Wiosną 1851 Jackson przyjął stanowisko wykładowcy na nowo utworzonym Virginia Military Institute (Wojskowy Instytut Wirginii – VMI) w Lexington jako profesor naturalnej i eksperymentalnej filozofii oraz instruktor artylerii. Jego nauki są do dziś stosowane na VMI, ponieważ zawarte w nich idee są ponadczasowe: dyscyplina, mobilność, ocena sił i intencji przeciwnika przy jednoczesnym ukryciu własnych, efektywność ostrzału artyleryjskiego w połączeniu z atakiem piechoty.
Mimo wysokich kwalifikacji oraz zdolności nie był lubianym nauczycielem. Uczył się na pamięć swoich wykładów, a następnie recytował je – studenci, którzy prosili o pomoc, otrzymywali dokładnie takie samo wytłumaczenie, jak podczas wykładu. Jeśli prośba o pomoc powtórzyła się, Jackson postrzegał to jako niesubordynację i karał ich. Takie działania doprowadziły do wyśmiewania go przez alumnów, a nawet próby złożenia ze stanowiska w 1856
Wielu białych mieszkających w mieście nie zdawało sobie sprawy, iż Jackson był bardzo ceniony przez populację niewolników i wolnych murzynów. Przyczynił się do zorganizowania niedzielnej szkółki dla murzynów w kościele prezbiteriańskim. Jego druga żona, Mary Anna uczyła razem z nim, gdyż Thomas „wolał, iżby praca moja była dla pożytku kolorowych dzieci, wierząc, że ważnym i użytecznym jest podporządkowanie ignoranckiej rasy afrykańskiej silnej dłoni Ewangelii”. Pastor kościoła dr William Spottswood White opisał stosunki między Jacksonem a jego uczniami: „Jako ich mentor religijny odniósł sukces. Jego dyscyplina była systematyczna i mocna, ale bardzo delikatna [...] jego służący darzyli go rewerencją i miłością, jaką darzy się brata lub ojca. [...] Był przyjacielem czarnego człowieka”. Do podopiecznych zwracał się po imieniu, a oni zwali go „Marse Major”.
Rodzina Jacksonów posiadała 6 niewolników. Trójka z nich (Hetty, Cyrus oraz George, matka i dwóch nastoletnich synów) była prezentem ślubnym. Albert poprosił Jacksona, by kupił go i pozwolił mu zapracować na wyzwolenie – pracował jako kelner w lexingtońskim lokalu i był wypożyczany dla VMI. To samo tyczyło się Amy, zakupionej na aukcji publicznej, która pracowała jako kucharka i gosposia. Ostatnia niewolna, Emma, była czteroletnią sierotą z problemami w uczeniu się, przekazana Jacksonowi przez podstarzałą wdowę jako prezent dla Mary Anny. Po wybuchu wojny Thomas sprzedał lub oddał swoich niewolników. Mary Anna napisała w 1895 r. w swoich pamiętnikach „dla naszych służących [...] bez przywództwa i powściągliwości ich pana, gorączka czasów okazała się tak demoralizująca, że [Thomas] zdecydował, iż powinnam oddać ich do dobrych domów stałych mieszkańców [Lexington]”.
James Robertson tak opisał stosunek Jacksona do niewolnictwa:

Jackson ani nie pochwalał, ani nie bronił praktyki niewolnictwa. Prawdopodobnie był przeciwny tej instytucji. Ale według jego przekonań, Stwórca usankcjonował niewolnictwo i człowiek nie miał żadnych praw moralnych, by zmieniać ten stan rzeczy. Dobry, chrześcijański pan to taki, który traktował swoich służących sprawiedliwie i ludzko.

Będąc wykładowcą i instruktorem na VMI w 1853 r., Jackson pojął za żonę Elinor „Ellie” Junkin, której ojcem był prezydent Washington College (dziś Washington and Lee University) w Lexington. Do domu teścia dobudowano dodatkowe kwatery dla małżonków i kiedy Robert E. Lee został prezydentem Washington College, zamieszkał w tymże samym domu, dziś zwanym Domem Lee-Jacksona (ang. Lee-Jackson House) Ellie urodziła martwego syna 22 października 1854 r. i zmarła godzinę później z powodu krwotoku wewnętrznego.
Po podróży do Europy Jackson ożenił się ponownie w 1857 r. Mary Anna Morrison pochodziła z Karoliny Północnej, gdzie jej ojciec był pierwszym prezydentem Davidson College. Mieli córkę Mary Graham, urodzoną 30 kwietnia 1858, która jednakże zmarła miesiąc później. Kolejna córka urodziła się w 1862 − Thomas nadał jej imię Julia Laura, po swojej matce i siostrze.
Mieszkając w Lexington, Jackson zakupił pierwszy i jedyny dom, jaki posiadał. Zbudowany w 1801 r., ceglany dom przy ulicy East Washington 8 został zakupiony w 1859 r. Mieszkał w nim raptem dwa lata przed powołaniem do armii Konfederacji.
W listopadzie 1859 r., na prośbę gubernatora Wirginii, majora Williama Gilhama poprowadził kontyngent kadetów z VMI do Charles Town, aby utrzymać w ryzach będących na skraju buntu abolicjonistów, pod przywództwem Johna Browna. 2 grudnia, po ataku na Harpers Ferry z 16 października, major Jackson został dowódcą stanowiska artyleryjskiego składającego się z dwu haubic oraz 21 kadetów.

### Wojna secesyjna

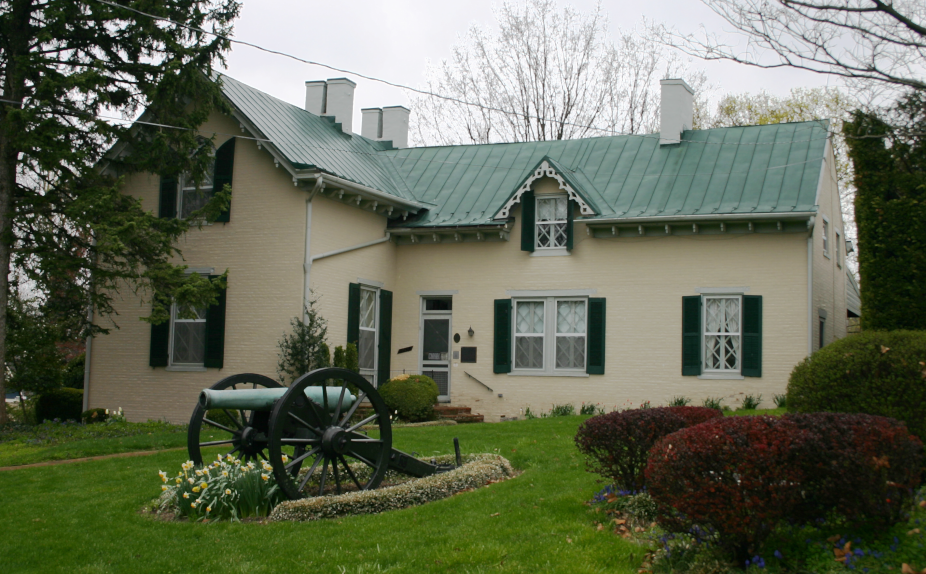
Dom Lewisa T. Moore’a, który służył jako kwatera główna podpułkownika Jacksona (zdjęcie z 2007)

W 1861 r., po wybuchu wojny, Jackson został musztrowym dla wielu nowych rekrutów armii Konfederacji. 27 kwietnia 1861 gubernator Wirginii John Letcher rozkazał pułkownikowi Jacksonowi, aby objął dowództwo nad Harpers Ferry, gdzie miał zebrać słynną „brygadę Stonewalla”, składającą się z 2., 4., 5., 27., oraz 33. wirginijskiego regimentu piechoty.
Przydomek „Stonewall” (ang. „Kamienny Mur”) wynikał z faktu, iż jego brygada nigdy nie uciekała – trwała nieruchomo właśnie jak kamienny mur. Wszystkie oddziały pochodziły z wirginijskiej doliny Shenandoah, gdzie przez pierwsze dwa lata znajdowała się kwatera główna. Jackson stał się sławny z powodu bezwzględnego musztrowania oddziałów – wierzył, iż dyscyplina jest kluczową składową sukcesu na polu bitwy. Po kampanii kolejowej z maja 1861 został 17 czerwca awansowany na generała brygady.

#### I bitwa nad Bull Run
Jackson uzyskał uznanie oraz pseudonim podczas I bitwy nad Bull Run (przez konfederatów zwaną I bitwą pod Manassas) 21 lipca 1861. Linie konfederatów zaczęły się chwiać pod ciężkim uderzeniem Północy, jednakże brygada Jacksona, utrzymana w żelaznej dyscyplinie, trwała pod naporem. Uwznioślony tym widokiem gen. bryg. Barnard Elliott Bee Jr. zagrzewał swoich ludzi następującymi słowami „Tam Jackson stoi jak kamienny mur. Postanówmy umrzeć tu dzisiaj, a zwyciężymy. Za mną!”
Wiele jest kontrowersji co do kwestii tego zawołania, ponieważ Bee został zabity niemal natychmiast po wykrzyczeniu swojej odezwy, a żaden z jego oficerów nie spisał raportu po bitwie. Major Burnett Rhett, szef sztabu generała Josepha Johnstona twierdził, że Bee był wściekły na Jacksona, gdyż ten nie przybył na odsiecz brygadom jego oraz Bartowa, znajdującym się w ogniu walki. Ci, którzy skłaniają się ku tej wersji, odbierają słowa Bee’ego jako obelgę: „Popatrzcie na Jacksona, stojącego jak cholerny kamienny mur!”
Niezależnie od sprzeczności oraz opóźnienia w odsieczy dla Bee’ego, brygada Jacksona zyskała sobie miano Stonewall Brigade, zatrzymując szturm unionistów, mimo strat, które później okazały się największe wśród wszystkich zaangażowanych w walkę sił Południa. Po bitwie Jackson został awansowany na generała dywizji (7 października 1861 r.) i otrzymał dowództwo dystryktu Doliny Shenandoah, z kwaterą główną w Winchester.

#### Kampania w dolinie Shenandoah

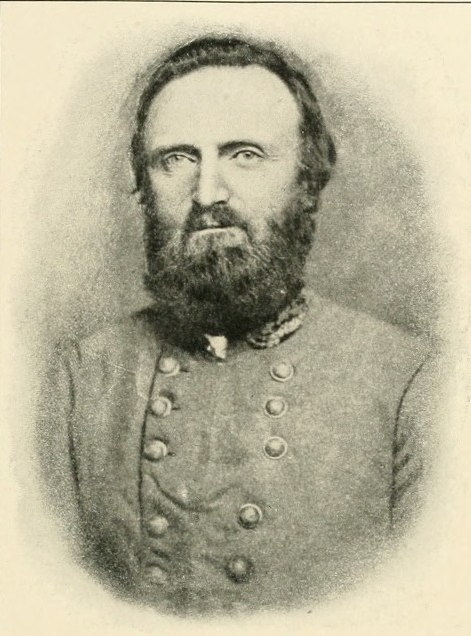
Gen. br. Thomas „Stonewall” Jackson, sfotografowany w Winchester, Wirginia 1862

Wiosną 1862 r. Armia Potomaku gen. dyw. George’a McClellana dotarła do Richmond od południowo-wschodniego krańca półwyspu, dywizja gen. dyw. Irvina McDowella była ustawiona do uderzania na Richmond od północy, zaś siły Nathaniela Prentice’a Banksa na dolinę rzeki Shenandoah. Sztab w Richmond nakazał Jacksonowi przedsięwzięcie działań w dolinie i
uniemożliwienie Banksowi połączenie się z siłami McClellana.
Jackson posiadał wszelkie zdolności, aby pokonać słabo zorganizowanego i ostrożnego wroga: połączenie brawury z doskonałą wiedzą i znajomością terenu oraz charyzmę, która potrafiła popchnąć jego ludzi do nadludzkich wręcz czynów.
Kampania rozpoczęła się od taktycznego lapsusa pod Kernstown 23 marca 1862 r., kiedy złe rozpoznanie utwierdziło Stonewalla w przekonaniu, że ma do czynienia z małym oddziałem wroga. Jednakże udało mu się przekuć niepewność na strategiczną wiktorię, gdyż agresywne działania zmusiły prezydenta Abrahama Lincolna do odciągnięcia korpusu 30 000 ludzi McDowella pod Fredericksburg i zatrzymania ludzi Banksa w dolinie, czym odebrał 50 000 żołnierzy z sił uderzeniowych McClellana. Jak się później okazało, była to jedyna porażka Jacksona w dolinie Shenandoah.
Dodawszy dywizje gen. dyw. Richarda Ewella oraz gen. dyw. Edwarda „Allegheny” Johnsona, Jackson zwiększył liczebność swojej armii do 17 000. Choć siły Unii były nadal przeważające, zaatakował oddzielnie kontyngenty wroga pod McDowell, pokonując zarówno generałów Milroya, jak i Schencka. Następnie pokonał Banksa pod Front Royal oraz Winchester, wyrzucając go z doliny. Lincoln zadecydował, że zwycięstwo nad Jacksonem stało się priorytetem – nakazał wysłanie 20 000 ludzi Irvina McDowella do Fort Royal i przeniesienie gen. dyw. Johna C. Frémonta do Harrisonburga. Gdyby obydwie siły zeszły się pod Strasburgiem, jedyna droga ucieczki konfederatów zostałaby odcięta.
Jednakże po serii manewrów, Jackson pokonał Frémonta pod Cross Keys, zaś gen. bryg. Jamesa Shieldsa pod Port Republic 8 i 9 czerwca. Siły Unii wycofały się z doliny.
Kampania w dolinie Shenandoah była klasycznym zestawieniem manewrów i zaskoczenia. Jackson zmusił swoją armię do przejścia 650 mil w ciągu 48 dni, odniósł pięć znaczących zwycięstw siłami o liczebności 17 000, przeciwko którym wystawiono armię o połączonej sile 60 000. Gigantyczna mobilność zaskarbiła żołnierzom Jacksona oksymoroniczny tytuł „pieszej kawalerii”. Jackson stał się najbardziej cenionym żołnierzem Konfederacji (aż do momentu, gdy prześcignął go Lee), podnosząc morale zarówno wojska, jak i cywilów.

#### Półwysep Wirginia
Kampania półwyspowa McClellana, której celem było zdobycie Richmond, zatrzymała się ze zgrzytem pod Seven Pines między 31 maja a 1 czerwca. Po zakończeniu kampanii w dolinie Jackson został wezwany, by dołączyć do Armii Północnej Wirginii Roberta E. Lee, celem obrony stolicy Konfederacji. Używszy tunelu kolejowego pod Pasmem Błękitnym Jackson przetransportował pociągami swoje oddziały do hr. Hanover, pojawiając się znienacka przed MClellanem pod Mechanicsville. Raporty zwiadu unionistów umieszczały Jacksona w dolinie Shenandoah – nagłe pojawienie się przekonało ostrożnego McClellana, iż ma przed sobą znacznie większe siły, niż w rzeczywistości. W konsekwencji generał Północy postanowił ponownie utworzyć obóz wiele mil w dole rzeki James w Harrison’s Landing, punkcie ucieczki. Decyzje McClellana zakończyły kampanię na półwyspie i prawdopodobnie przedłużyły wojnę o trzy lata.
Oddziały Jacksona sprawiły się dobrze pod gen. Leem w serii potyczek znanej jako bitwy siedmiodniowe, jednakże postawa samego Stonewalla jest oceniana jako słaba. Stonewall dotarł pod Mechanicsville spóźniony i, co niewytłumaczalne, rozkazał ludziom rozbicie obozu, mimo że o rzut kamieniem trwała bitwa. Pod Gaines’ Mill był zdezorientowany. Spóźnił się ponownie pod Savage’s Station, zaś nad White Oak Swamp nie wykorzystał, co wydawałoby się oczywiste, brodu do przejścia przez White Oak Swamp Creek, próbując odbudować zniszczony most. Pod Malvern Hill Jackson wziął udział w daremnym ataku frontalnym na okopane pozycje Unii, trafiając pod ostrzał artyleryjski i tracąc wielu ludzi. To posunięcie było podstawową przyczyną kłopotów Roberta E. Lee w tej bitwie. Przyczyny ślimaczych i źle skoordynowanych działań podczas Siedmiu Dni są ciągle niejasne, jednakże przemyka się tam hipoteza, iż brak snu i wyczerpanie po nadludzkim marszu i wycieczce kolejowej z doliny Shenandoah mogły wpłynąć na postawę generała. Zarówno Jackson, jak i jego ludzie byli zupełnie wykończeni. Generał Longstreet stwierdził także, że „Jackson nigdy nie pokazywał swojego geniuszu, kiedy służył bezpośrednio pod Leem”.

#### II bitwa nad Bull Run i Fredericksburg

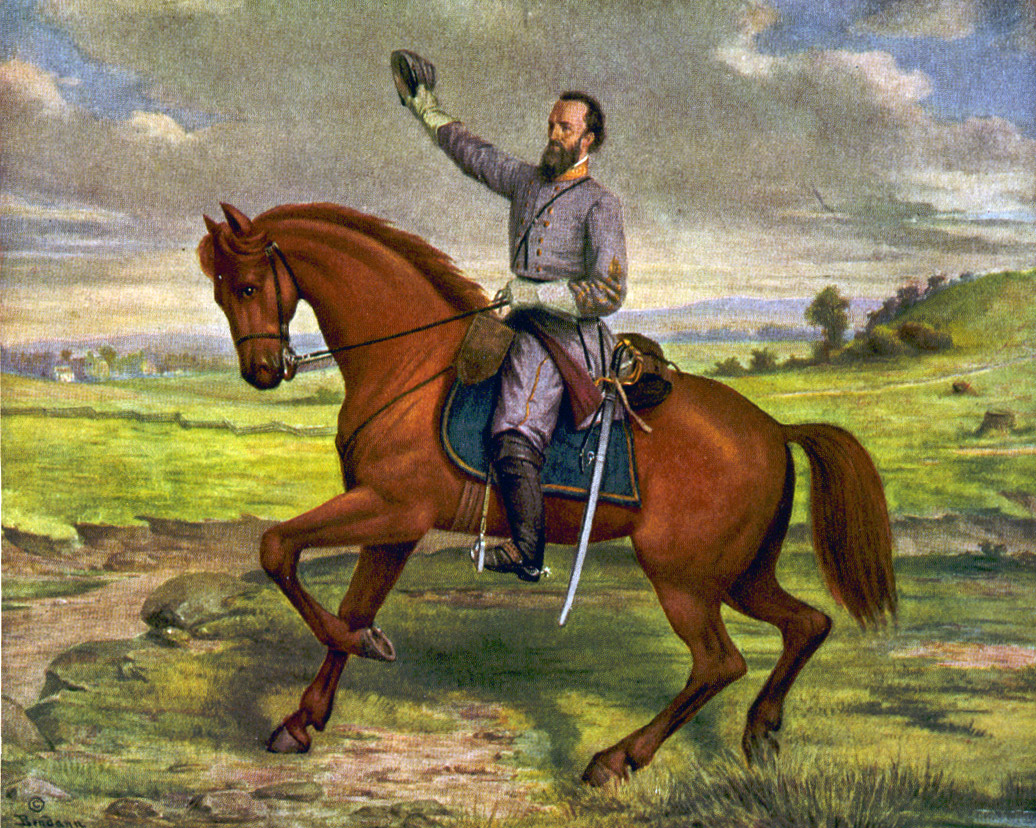
Jackson i Sorrel, obraz autorstwa Davida Bendanna

Dowódcy korpusów armii Lee prezentowali dwie szkoły wojskowe – Jackson był odważny, działał agresywnie, podczas gdy Longstreet postulował podejście defensywne. Pierwszego opisywano jako młot armii, drugiego zaś jako kowadło. Podczas kampanii w północnej Wirginii te określenia jednak, nie okazały się pasować. Longstreet dowodził prawym skrzydłem (które później przerodziło się w I Korpus), Jackson zaś lewym. Stonewall rozpoczął działania wojenne manewrem flankującym, który wyniósł go na tyły Armii Wirginii dowodzonej przez Johna Pope’a. Przy węźle kolejowym w Manassas schwytał główny tabor zaopatrzeniowy armii federalnej, a następnie rozkazał żołnierzom zniszczenie go. Następnie uszedł i przygotował pozycje obronne, zapraszając Pope’a do ataku. 28 i 29 sierpnia Pope uderzył na siły Jacksona i Longstreeta, rozpoczynając II bitwę nad Bull Run.
30 sierpnia dowódca unionistów był przekonany, iż Jackson rozpoczyna ucieczkę – skorzystał z tego drugi z generałów Konfederacji, dokonując masywnego ataku na lewe skrzydło Unii siłami ponad 25 000 ludzi. Mimo zaciekłego oporu, Pope został zmuszony do odwrotu w prawie identyczny sposób jak w pierwszej bitwie na tym polu.
Kiedy Lee postanowił najechać Północ w kampanii Marylandzkiej, Jackson schwytał Harpers Ferry, a następnie dołączył do reszty wojsk pod Sharpsburgiem, gdzie odbyła się bitwa nad Antietam. Potyczka ta była przede wszystkim bitwą obronną przed znacznie przeważającymi siłami Unii – McClellan nie zdołał jednak wykorzystać tej przewagi. Ludzie Jacksona przyjęli impet ataku na północnej części pola walki, a pod koniec dnia odparli uderzenie na południową część linii, głównie za sprawą podwładnego Stonewalla – gen. dyw. Hilla, który pojawił się w ostatnim momencie spod Harpers Ferry. Konfederaci utrzymali swoje pozycje, chociaż potyczka była bardzo krwawa dla obu stron. Lee wycofał całą Armię Północnej Wirginii przez Potomak, kończąc inwazję. Jackson uzyskał stopień generała porucznika.10 października jego dowództwo zostało przeniesione na cały II Korpus.
Zanim wojska zaległy na zimę, II Korpus odparł potężny atak Unii na prawą flankę południowców pod Fredericksburgiem, odnosząc przeważające zwycięstwo. Tuż przed bitwą Jackson otrzymał dwa miłe upominki: krzepiący list, informujący go o narodzinach córki oraz nowy generalski frak, wykonany przez najlepszych krawców w Richmond, a przywieziony przez dziarskiego i dobrze ubranego dowódcę kawalerii Jeba Stuarta. Poprzedni mundur Jacksona był wyświechtany i wyblakły od ciągłego wystawiania na działanie przyrody, brakowało w nim guzików, podkradanych przez admiratorki generała. Jackson podziękował Stuartowi za prezent, mówiąc, że choć jest trochę zbyt piękny jak na jego osobę, będzie sobie go chwalił jako souvenir. Uproszony przez sztab założył podarunek na uroczysty obiad, co zwabiło chmary żołnierzy, chcących zobaczyć swojego dowódcę w tak niecharakterystycznym dla niego ubiorze. Stonewall tak bardzo zawstydził się tym zainteresowaniem, iż nie założył fraka przez następne kilka miesięcy.

#### Chancellorsville
Pod Chancellorsville armia Północnej Wirginii stanęła twarzą w twarz z Armią Potomaku, prowadzoną przez nowego dowódcę, gen. dyw. Josepha Hookera. Generał Lee postanowił przejąć inicjatywę i podzielić swoje siły. Jackson i cały jego korpus wykonał agresywny manewr flankujący na prawą stronę armii Unii. Ruch ten okazał się najbardziej dramatycznym i pomyślnym w czasie całej wojny. Jadąc z oddziałami piechoty w szerokim powozie, Jackson rozkazał gen. dyw. Fitzhughowi Lee, aby kawaleria dokonała zwiadu, celem ustalenia położenia ariergardy Północy. Rezultaty okazały się lepsze, niż przewidywał. Lee odkrył, że prawa flanka federalistów stoi pośrodku pola, chroniona tylko dwoma działami ustawionymi na zachód. Unioniści jedli i beztrosko grali w gry, nieświadomi obecności korpusu konfederatów zaledwie milę od nich. Co stało się dalej, opisał Fitzhugh Lee:

Byłem tak uradowany swoim odkryciem, iż czym prędzej wróciłem do miejsca, gdzie pozostawiłem swoich kawalerzystów, a następnie prosto do samego Stonewalla. „Generale”, powiedziałem, „jeśli pojedzie pan ze mną, zostawiając swoją kolumnę tutaj, pokażę panu prawą flankę wroga – przekona się pan, jak wielką przewagą będzie uderzenie wzdłuż starej rogatki, zamiast drogi Planka. Proszę zabrać ze sobą jednego kuriera, ponieważ będzie pan na widoku stojąc na szczycie wzgórza”. Jackson zgodził się, a ja zabrałem go do punktu widokowego. W dole sytuacja była bez zmian.
Znałem Jacksona tylko odrobinę. Obserwowałem go z bliska, gdy lustrował oddziały Howarda. Było około godziny 14.00. W jego oczach płonął blask, rozjaśniając smutną twarz. Wyraz jego twarzy mówił o żywym zainteresowaniu, oblicze pokryło się barwami nadchodzącej bitwy – biła z niego radość z wykonanego ruchu flankującego. Przez pięć minut nie odpowiadał na moje uwagi, kiedy obserwował nieświadomą, niebieską linię, a jednak jego usta cały czas się poruszały. Z tego co usłyszałem i wyczytałem o Jacksonie od tamtego dnia, dowiedziałem się, co wówczas czynił. Och! „strzeż się pochopności”, generale Hooker. Stonewall Jackson czai się na tyłach twojej prawej flanki! Rozmawiając z Wielkim Bogiem Bitew, jakże mógłby słyszeć, co mówi do niego prosty kawalerzysta. „Powiedz generałowi Rodesowi”, rzekł, gwałtownie obracając konia do kuriera, „aby przesunął się wzdłuż starej drogi; zatrzymał przy rogatkach, gdzie do niego dołączę”. Rzucił jeszcze jedno spojrzenie na linie federalne, po czym odjechał w dół wzgórza; jego ramiona trzepotały wraz z ruchami wierzchowca i wydawało się, że zaraz przeleci przez jego łeb. Spodziewałem się pochwały za dokonanie zwiadu; uratowałem tym życie wielu żołnierzy – Jackson był mi winien wdzięczność choćby za to. Być może byłem trochę zmartwiony i zagniewany milczeniem Jacksona, dlatego dokonałem tego wewnętrznego, negatywnego komentarza co do jego zdolności jeździeckich. Niestety! Wtedy patrzyłem na niego po raz ostatni.

Jackson bezzwłocznie powrócił do swojego korpusu i ustawił dywizje w linię, aby mogły szarżować bezpośredni na flankę Unii. Konfederaci poruszali się cicho, dopóki nie zostało im raptem kilkaset jardów do pozycji wroga. Wtedy wydali z siebie dziki okrzyk bojowy i ruszyli do ataku. Wielu unionistów zostało schwytanych bez jednego wystrzału, reszta została zmuszona do całkowitej ucieczki. Jackson gonił niedobitków w kierunku środka armii wroga, aż do zmierzchu.

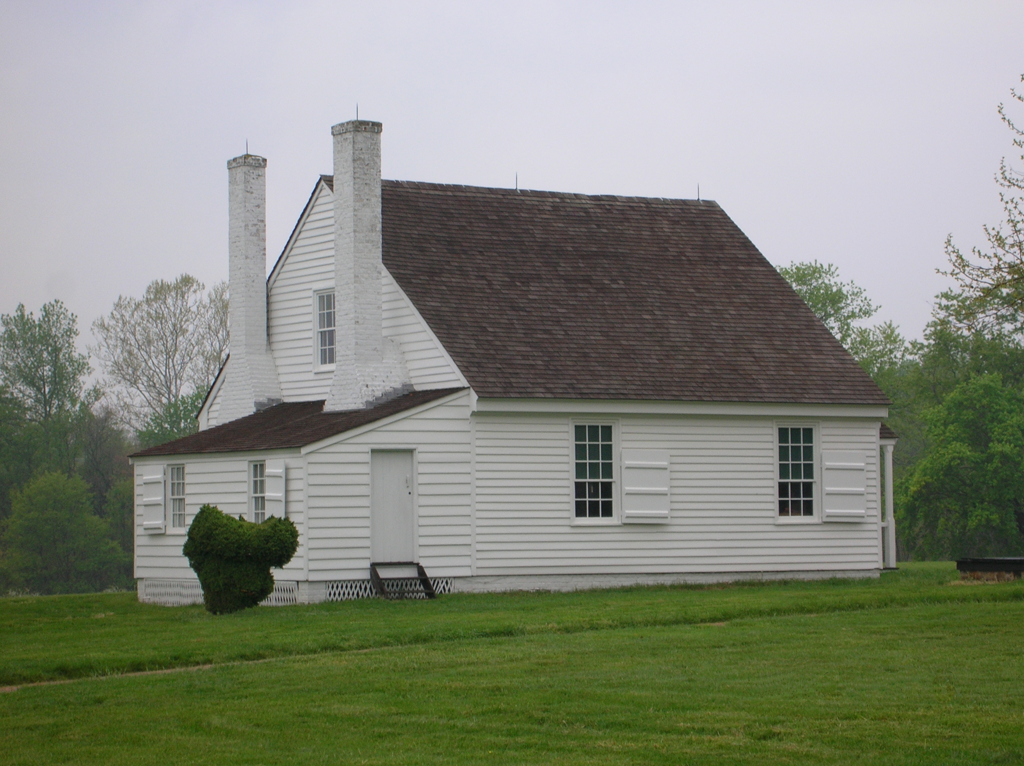
Oficyna plantacji na Guinea Station, Wirginia – tutaj zmarł generał Jackson

Ciemności zakończyły atak. Wracając do obozu 2 maja, Jackson i jego sztab zostali omyłkowo uznani przez regiment z Karoliny Północnej za unijną kawalerię. „Stać, kto idzie?”, okrzyknęły warty, strzelając przed otrzymaniem odpowiedzi. Szalone wrzaski sztabu, identyfikujące jeźdźców, spotkały się z odpowiedzią majora Barry’ego: „To jankeski podstęp! Ognia!” Gruchnęła druga salwa. Jackson został trafiony przez trzy pociski, dwa w lewe ramię i jeden w prawą dłoń. Kilku ludzi ze sztabu oraz wiele koni zostało zabitych. Ciemności i zamieszanie uniemożliwiły udzielenia natychmiastowej pomocy. Jackson został zrzucony z noszy podczas ewakuacji, podczas nagłego ostrzału artyleryjskiego. Z powodu odniesionych ran, lewe ramię musiało zostać amputowane przez dra Huntera McGuire’a. Jackson został przetransportowany na plantację „Fairfield”, należącą do Thomasa Chandlera, jednakże po protestach pacjenta, przeniesiono go do oficyny. Wydawało się, że wydobrzeje, lecz uwadze lekarzy uszło rozwijające się już wcześniej zapalenie płuc. Ból w klatce piersiowej uznany został za rezultat „wyboistej” ewakuacji z pola walki.

### Śmierć
Dowiedziwaszy się o ranach Jacksona Lee pisał: „Gdybym mógł, wolałbym zostać, dla dobra kraju, ułomnym w pana miejsce”. Jackson zmarł z powodu komplikacji wynikających z zapalenia płuc 10 maja 1863 r. Na łożu śmierci, mimo że był coraz słabszy, pozostał mocny duchowo. Jak rzekł: „Dziś jest Dzień Boży; moje życzenie spełniło się. Zawsze chciałem umrzeć w niedzielę”. Dr McGuire opisał ostatnie godziny i słowa generała:

Na parę chwil przed śmiercią krzyknął w delirium, „Rozkazać A.P. Hillowi, aby przygotował się do akcji! Gwałtownie przesunąć piechotę naprzód! Powiedzieć majorowi Hawksowi” – po czym przestał, nie kończąc zdania. Na jego twarzy pojawił się uśmiech niewypowiedzianej słodyczy, po czym rzekł cicho z wyrazem ulgi, „Przejdźmy przez rzekę i odpocznijmy w cieniu drzew”.

Jego ciało zostało przeniesione do pałacu gubernatora w Richmond, gdzie odbyła się publiczna żałoba. Pochowano go na Stonewall Jackson Memorial Cemetery, w Lexington. Jednakże ręka, amputowana 2 maja, została pochowana oddzielnie przez kapelana J. Horace’a Lacy’ego, w jego domu „Ellwood”, w hrabstwie Orange, w pobliżu szpitala polowego.
Usłyszawszy o śmierci Jacksona Robert E. Lee opłakał utratę przyjaciela i zaufanego dowódcy. Nocą, podczas której dowiedział się o tym fakcie, rzekł do swojego kucharza, „Williamie, straciłem swoją prawą rękę. Moje serce krwawi”. Było to nawiązaniem do listu, który posłał przez Lacy’ego umierającemu Jacksonowi: „Proszę przekazać generałowi Jacksonowi moje głębokie wyrazy szacunku i powiedzieć, że stracił lewą rękę, ale ja straciłem prawą”.
Harpers Weekly doniósł o śmierci Jacksona 23 maja 1863 r.:

ŚMIERĆ STONEWALLA JACKSONA.
Generał „Stonewall” Jackson został ranny w ramię podczas bitwy pod Chancellorsville, a ramię został amputowane. Operacja nie zakończyła się sukcesem, złożony zapaleniem płuc zmarł 10 bm., w pobliżu Richmond.

## Spuścizna
Często niezwykły sposób dowodzenia oraz cechy osobiste w połączeniu z licznymi sukcesami militarnymi, powodują, że Jackson jest postrzegany jako jedna z najbardziej niezwykłych postaci wojny Chociaż agresywny w aspekcie wojennym, był głęboko religijny – działał jako diakon kościoła prezbiteriańskiego. Nie lubił walczyć w niedziele, jednakże to nie powstrzymywało go przed wydawaniem bitwy w ten dzień. Bardzo kochał swoją żonę, co potwierdzają pisanego przez niego, czułe listy. W zestawieniu z Leem, Jackson nie był aż tak wyrazista postacią – często nosił znoszone ubrania, zamiast dobrze skrojonych mundurów.

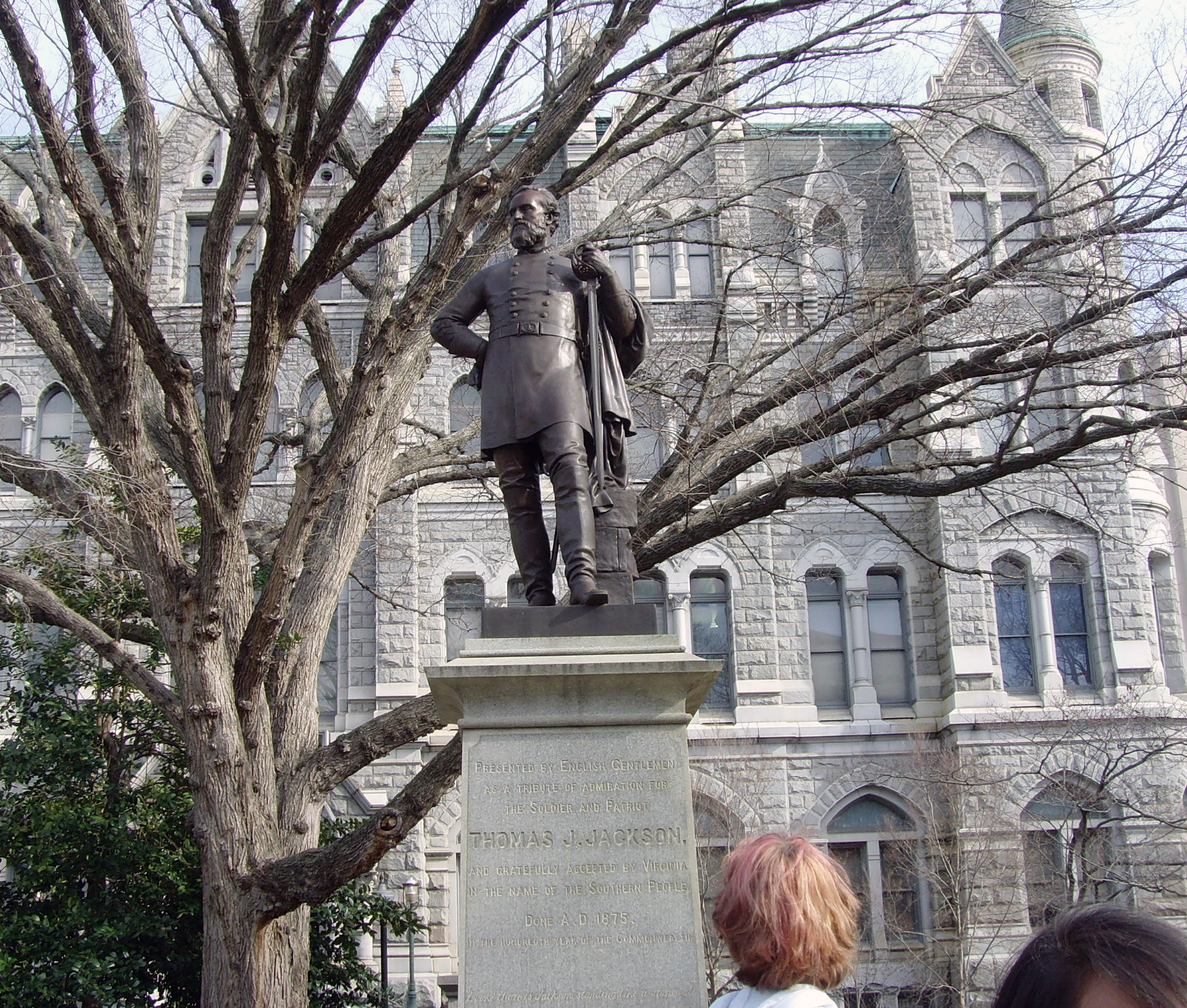
Pomnik Jacksona w pobliżu State Capitol w Richmond, Wirginia, wykonany przez Johna Henry’ego Foleya

### Dolegliwości fizyczne
Jackson żył w przekonaniu, że jedna z jego rąk była dłuższa, przez co zwykł był trzymać ją w górze, aby wyrównać przepływ krwi. Był także opisywany jak „czempioński śpioch” (ang. champion sleeper), gdyż zdarzało mu się zasnąć z jedzeniem w ustach. Pismo dostarczone do Society of Clinical Psychologists stawia hipotezę, jakoby Jackson cierpiał na zespół Aspergera, jednakże istnieją też inne wytłumaczenia.
Jackson cierpiał na wiele dolegliwości, na które stosował wiele praktyk aktualnych w jego czasach – hydropatię, hydroterapię, odwiedzając Oswego w latach 50. oraz Round Hill w latach 60., z mizernymi efektami. Miał także problemy ze słuchem, co było efektem wcześniejszej służby w jednostkach artyleryjskich.
Powracającą historią jest kwestia uwielbienia, jakim Jackson darzył cytryny, które pogryzał w całości, chcąc pozbyć się objawów niestrawności. Generał Richard Taylor, syn prezydenta Zacharego Taylora, napisał w memuarach z wojny: „Gdzie Jackson zdobywał swoje cytryny, nikt nie mógł dojść, ale rzadko widywało się go bez nich”. Jednakże współczesne badania przeprowadzone przez jego biografa, Jamesa I. Roberstona Jr., dowodzą, że nikt z ówcześnie żyjących, członków sztabu, przyjaciół czy żony, nie zaobserwował jakiejś nienaturalnej obsesji związanej z cytrynami, o których sam zainteresowany wyrażał się, iż „są rzadkim przysmakiem [...] którym można się rozkoszować, kiedy tylko dało się go zdobyć w obozie wroga”. Jackson bardzo cenił sobie owoce, a zwłaszcza brzoskwinie.

### Styl dowodzenia
Jako dowódca Jackson był bardzo tajemniczy co do planów i bardzo skrupulatny co do dyscypliny. Ta postawa nie zaskarbiała mu przychylności podwładnych, którzy często nie byli świadomi intencji operacyjnych i skarżyli się, iż są pomijani przy zasadniczych decyzjach.
Robert E. Lee mógł zawierzyć Jacksonowi celowo nieszczegółowe rozkazy, które w sposób ogólny opisywały jego cele – w nowoczesnych doktrynach nazywa się to „stanem końcowym”. Stonewall znał tory, jakimi poruszały się myśli przełożonego, dzięki czemu cieszył się pełnym zaufaniem. Wielu późniejszych dowódców korpusów nie posiadało tej umiejętności. Pod Gettysburgiem doprowadziło to do niewykorzystania wielu przewag. I tak, po odwrocie wojsk federalnych spod wzgórz na południe od miasta, Lee posłał jednemu z nowych dowódców korpusu, Richarda Ewella, rozkaz, aby ten zajął wzgórza Cmentarne i Culpa, „jeśli [to] wykonalne” (w oryg. if practicable). Pozbawiony przenikliwości Jacksona oraz agresywnego podejścia Ewell zaniechał pościgu, co przez historyków zostało uznane za największą zmarnowaną szansę tej bitwy.

### Jeździectwo
Jackson miał reputację słabego jeźdźca. Jeden z jego żołnierzy, ochotnik z Georgii William Andrews, pisał, iż Jackson był „bardzo przeciętnie wyglądającym mężczyzną, średniej budowy, jego mundur był bardzo zabrudzony, jakby doświadczył wielu trudów. Nosił czapkę naciągniętą prawie na nos i jeździł na kościstym koniu, który nie wyglądał na rumaka, chyba że podkarmiłoby się go sianem i koniczyną. Zdecydowanie źle się prezentował wierzchem, ze strzemionami o sześć cali za krótkimi, co zmuszało go do ustawienia nóg na wysokości łba, wyginania pięt na boki, zaś palców za łopatki zwierzęcia. Marny opis naszego najsłynniejszego generała, jednakże prawdziwy”. Jego koń zwał się Little Sorrel („Mały Cisak”) i był dokładnie tak wyglądającym wałachem. Generał dosiadał go podczas całej wojny i jechał na nim także pod Chancellorsville, gdy został postrzelony. Little Sorrel zdechł w wieku 36 lat i został pochowany przy pomniku Jacksona w placu paradnym w VMI. Jego wypchana skóra jest częścią wystawy w muzeum VMI.

### Opłakiwanie śmierci
Południe opłakiwało śmierć swojego generała. Apologetyczny wiersz napisany przez jednego z jego żołnierzy stał się prędko popularną piosenką (Stonewall Jackson’s Way). Wielu teoretyków postulowało przez lata, iż gdyby Jackson żył, Lee prawdopodobnie odniósłby zwycięstwo pod Gettysburgiem. Jest oczywiste, że dyscyplina i zmysł taktyczny Jacksona mogły przynieść wiele pożytku podczas tej bitwy.
Także na Północy śmierć Jacksona była głośnym wydarzeniem. Relacje dziennikarzy i wojskowych często wyrażały myśl, że śmierć konfederackiego generała jest dobrą wiadomością ze względów wojennych, ale także tragiczną, ze względu na powszechny szacunek jakim się cieszył jako żołnierz i chrześcijanin.

### Pamięć o Jacksonie

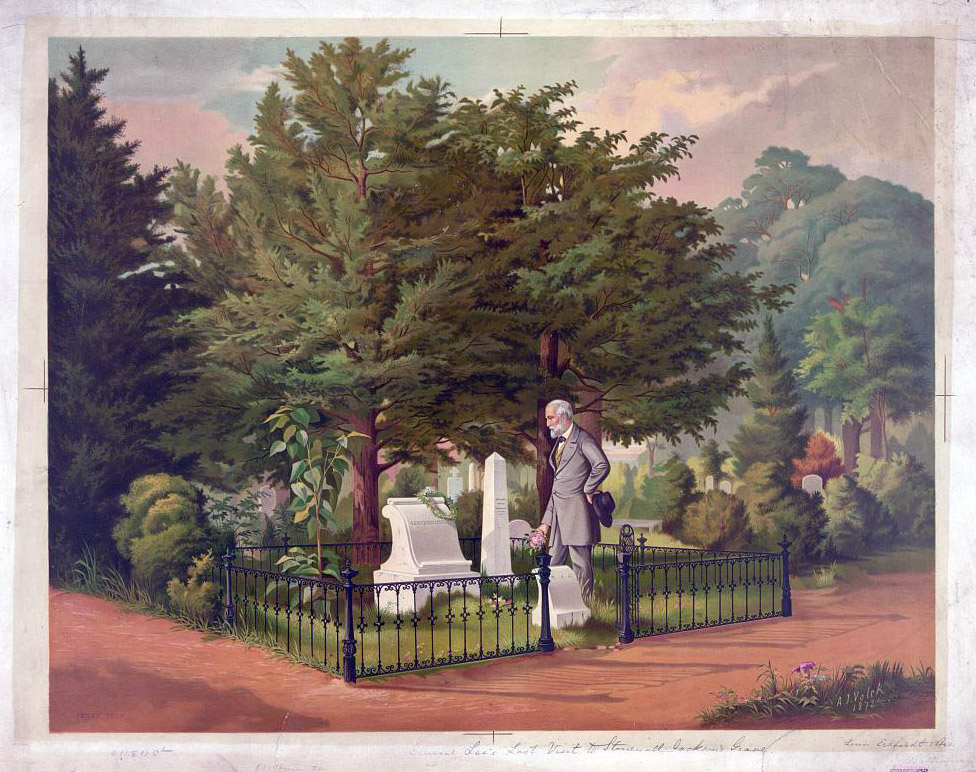
Ostatnia wizyta Generała Lee do grobu Stonewalla Jacksona, obraz autorstwa Louisa Eckhardta, 1872

Po wojnie żona i córka Jacksona przeniosły się do Karoliny Północnej. Mary Anna napisała dwie książki o życiu męża, załączając niektóre z jego listów. Nigdy nie wyszła za mąż ponownie i była znana jako „Wdowa po Konfederacji”. Zmarła w 1915 roku. Ich córka Julia wyszła za mąż i urodziła dzieci, jednakże zmarła wcześnie na dur brzuszny w wieku 26 lat.
Były żołnierz Konfederacji, darzący Jacksona wielką estymą, kapitan Thomas Ranson ze Staunton, przypomniał o tragicznym życiu jego matki. Wiele lat po wojnie udał się do małej górskiej mieściny, jaką było Ansted w hr. Ansted i ustawił marmurowy znacznik nad nieoznakowanym grobem Julii Neale Jackson na cmentarzu Westlake, chcąc uchronić jej pamięć przed zapomnieniem.

### Uczczenie jego imienia
Stonewall Jackson State Park w Wirginii Zachodniej nosi imię wielkiego generała. Niedaleko znajduje się młyn jego wuja, jako część historycznej wystawy.
Postać Jacksona została uwieczniona na historycznej Monument Avenue w Richmond, jak również na stanowym kapitolu, jego rodzinnej Wirginii Zachodniej, i w wielu innych miejscach.
W VMI, brązowa statua Jacksona stoi u wejścia do koszar kadeckich; pierwszoroczni są obowiązani salutować jej, wychodząc z koszar przez łuk.
Amerykański okręt podwodny USS Stonewall Jackson (SSBN-634) został zwodowany w 1964 r. Słowa z listów generała „Siła–Mobilność” zostały uwiecznione na proporcu statku. Łódź jest trzecią jednostką pływającą noszącą imię zdolnego Wirgińczyka. Podczas II wojny światowej US Navy przemianowała jeden ze statków klasy Liberty na SS T.J. Jackson.
Wspólnota Wirginii obchodzi urodziny Jacksona (Lee-Jackson Day) od 1904 r.

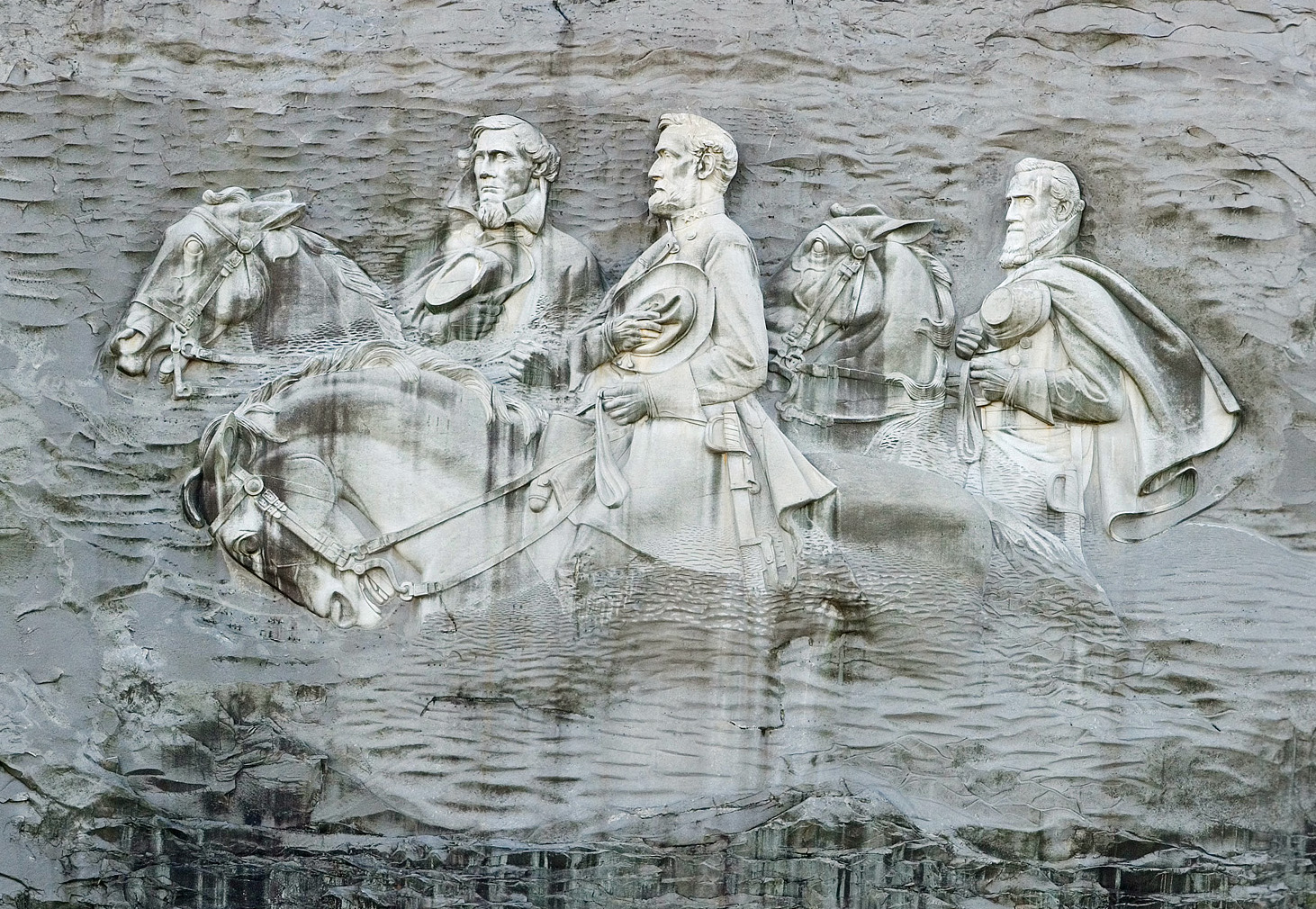
Davis, Lee, Jackson na Stone Mountain

Jackson pojawia się także na gigantycznym reliefie Stone Mountain wyrzeźbionym na górze o tej samej nazwie, jadąc obok Jeffersona Davisa oraz Roberta E. Lee. To największa tego typu rzeźba na świecie.
„Stonewall” Jackson pojawił się na 500-dolarowych banknotach Konfederacji (7 wydanie z 17 lutego 1864).
Miasta Stonewall w Wirginii, Karolinie Północnej, Alabamie, Mississippi, Luizjanie, Teksasie i Kentucky zostały nazwane na jego cześć, podobnie jak hrabstwo Stonewall w Teksasie.

### Jackson w kulturze i mediach
Jackson pojawia się w powieści i filmie Generałowie. W filmie jego rolę odgrywa Stephen Lang.

## Cytaty
Zawsze mistyfikuj, myl i zaskakuj wroga, jeśli to możliwe; a kiedy uderzasz na niego i przełamujesz morale, nie ustawaj w pościgu tak długo, jak twoi ludzie mają siłę biec; armia zmuszona do ucieczki, jeśli ją zaciekle ścigać, zostaje porażona paniką i można ją zniszczyć siłami o połowę mniejszymi. Drugą zasadą jest nigdy nie walczyć przeciw zbyt przeważającym siłom; manewruj swoimi siłami tak, aby uderzyć na część sił przeciwnika – uderz na najsłabszą i zgnieć ją. Taka taktyka przyniesie zwycięstwo za każdym razem, przez co mała armia może zniszczyć wielką, zaś powtarzane wiktorie uczynią ją niezwyciężoną.

Przemieszczaj się szybko, uderzaj silnie i zabezpieczaj wszelkie owoce wiktorii – oto sekret pomyślnej wojny.

Jedyną prawdziwą zasadą dla kawalerii jest podążanie za wrogiem, dopóki ten ucieka.

Wojna oznacza walkę. Zadaniem żołnierza jest walka. Armie nie są zwoływane do kopania okopów, życia w obozach, ale do odnajdowania przeciwnika i uderzania nań; najechania jego kraju i zadania mu możliwie jak największych strat w najkrótszym możliwie czasie. Będzie się z tym wiązało niszczeniem życia i mienia; jednakże taka wojna będzie z potrzeby krótką i takiż sam będzie bilans żyć i nieruchomości.

Przekroczmy rzekę i odpocznijmy w cieniu drzew.

## Dalsze źródła
- Addey, Markfield, Stonewall Jackson: Life and Military Career (New York, 1863)
- Chambers, Lenoir, Stonewall Jackson (Two Volumes, New York, 1959)
- Cooke, John Esten, Moses Drury Hoge, John William Jones, Stonewall Jackson: A Military Biography, D. Appleton and Company, 1876.
- Peter Cozzens, Shenandoah 1862: Stonewall Jackson’s Valley Campaign, Chapel Hill: University of North Carolina Press, 2008, ISBN 978-0-8078-3200-4, OCLC 503298345. Brak numerów stron w książce
- Dabney, R. L., Life of Lieut.-Gen. Thomas J. Jackson (Stonewall Jackson), James Nisbet and Co., 1866.
- Douglas, Henry Kyd, I Rode with Stonewall: The War Experiences of the Youngest Member of Jackson’s Staff, University of North Carolina Press, 1940, ISBN 0-8078-0337-5.
- Keith D. Emberton: Operational Leadership Once Beyond the Culminating Point: Perspectives on Calculated Tactical Risk to Achieve Operational Success. [w:] Academic report [on-line]. Joint Military Operations Department, Naval War College, May 1, 1996. [dostęp 2009-08-04]. [zarchiwizowane z tego adresu (września 28, 2012)].
- McGuire, Hunter, et al., The Confederate cause and conduct in the war between the states: as set forth in the reports of the History Committee of the Grand Camp, C.V., of Virginia, and other Confederate papers, L.H. Jenkins, 1907.
- Robertson, James I., Stonewall Jackson’s Book of Maxims, Cumberland House, 2002, ISBN 1-58182-296-0.
- White, Henry A., Stonewall Jackson, G.W. Jacobs and Co., 1909.
- J. Steven Wilkins, All Things for Good: The Steadfast Fidelity of Stonewall Jackson, Nashville, Tenn.: Cumberland House Publishing, 2004, ISBN 1-58182-225-1, OCLC 54487529. Brak numerów stron w książce